# Tmesibasis laceratus
Tmesibasis laceratus là một loài côn trùng trong họ Ascalaphidae thuộc bộ Neuroptera. Loài này được Hagen miêu tả năm 1853.